# John Lurie
John Lurie (Mineápolis, Minnesota, 14 de diciembre de 1952) es un músico, pintor, actor, director y productor estadounidense. Junto a su hermano Evan Lurie es cofundador de la banda de jazz The Lounge Lizards. Lurie ha destacado por su faceta como compositor de bandas sonoras tanto para cine como televisión, con más de veinte colaboraciones en películas y series. En 1996, su banda sonora para la película Get Shorty fue nominada a un premio Grammy, y su álbum The Legendary Marvin Pontiac: Greatest Hits ha sido elogiado por críticos y compañeros músicos. Como actor, ha participado en 19 películas, incluidas Stranger Than Paradise y Down by Law, además de producir, dirigir y protagonizar la serie de televisión Fishing with John.
Desde el año 2000 sufre síntomas atribuidos a la enfermedad de Lyme crónica y ha centrado su atención en la pintura. Su arte se ha mostrado en galerías y museos de todo el mundo. Su serie de televisión, Painting with John, debutó en HBO en enero de 2021; el programa fue valorado positivamente el Rotten Tomatoes y el periodista de Los Ángeles Times Robert Lloyd escribió: «Painting With John representa a HBO en su momento más valioso». Las memorias de Lurie en la década de 1980 en Nueva York, The History of Bones, fueron publicadas en agosto de 2021.

## Biografía
Lurie nació en Mineápolis, donde vivió hasta los seis años, cuando la familia se mudó a Nueva Orleans y posteriormente a Worcester, en Massachusetts. Tiene un hermano (Evan) y una hermana (Liz), y su madre había sido pintora y profesora de arte en Liverpool antes de casarse.
En el instituto, Lurie jugaba a baloncesto y tocaba la armónica, llegando a improvisar con Mississippi Fred McDowell y Canned Heat en 1968. Durante un espacio corto de tiempo tocó la armónica en una banda de Boston, pero pronto se cambió a la guitarra y, de forma definitiva, al saxofón. Una vez terminada la enseñanza superior, hizo autostop hasta Berkeley (California).
En 1974 se trasladó a Nueva York y visitó Londres, donde realizó un solo de saxofón por primera vez, en el Acme Gallery.

## Carrera
En 1978 formó The Lounge Lizards junto a su hermano Evan, que tocaba el piano; la banda de jazz, punk rock y no wave, estuvo activa durante 20 años.
Lurie ha compuesto la música de más de 20 películas, entre las que se encuentran Extraños en el paraíso, Bajo el peso de la ley, Mystery Train, Animal Factory y Get Shorty, con la que logró una nominación a los Premios Grammy.
Durante la década de 1980 protagonizó los filmes de Jim Jarmusch Extraños en el paraíso y Bajo el peso de la ley, hizo un cameo en Vacaciones permanentes y ha tenido roles menores en cintas como Paris, Texas y La última tentación de Cristo.
Guionizó, dirigió y protagonizó la serie de televisión Fishing with John (1991-1992), que se convirtió en una serie de culto, y contaba con invitados como Tom Waits, Willem Dafoe, Matt Dillon, Jim Jarmusch y Dennis Hopper.
Lurie pinta desde la década de 1970; la gran mayoría de su obra temprana eran acuarelas y dibujos a lápices, pero a partir de los años 2000 empezó a trabajar con pintura al óleo. Su primera exposición fue en julio de 2003, con dos piezas suyas exhibidas en la Nolan/Eckman Gallery de Nueva York; posteriormente ha expuesto en Múnich, Zúrich, Ámsterdam, Montreal, Chicago, Luxemburgo, Tokio, Los Ángeles y Filadelfia. El Museo de Arte Moderno de Nueva York ha adquirido algunas de sus obras para su colección permanente. Su pintura primitivista Bear Surprise se convirtió en un meme de Internet en Rusia en 2006.
También ha publicado un par de libros de arte: Learn To Draw (2006) y A Fine Example of Art (2008).

## Filmografía
| Año       | Título                                                | Papel              | Notas                                                       |
| --------- | ----------------------------------------------------- | ------------------ | ----------------------------------------------------------- |
| 1978      | Rome '78                                              |                    |                                                             |
| 1979      | Men in Orbit                                          | Astronauta         | También guionista, director                                 |
| 1980      | Underground U.S.A.                                    | Jack Smith         |                                                             |
| 1980      | The Offenders                                         | The Lizard         |                                                             |
| 1980      | Permanent Vacation                                    | Saxofonista        | También compositor                                          |
| 1981      | Downtown 81                                           | Él mismo           |                                                             |
| 1981      | Subway Riders                                         | El saxofonista     | También compositor                                          |
| 1983      | Variety                                               |                    | Compositor                                                  |
| 1984      | Stranger Than Paradise                                | Willie             | También compositor                                          |
| 1984      | Paris, Texas                                          | Slater             |                                                             |
| 1985      | Desperately Seeking Susan                             | Vecino saxofonista |                                                             |
| 1986      | Down by Law                                           | Jack               | También compositor                                          |
| 1988      | The Last Temptation of Christ                         | Santiago           |                                                             |
| 1988      | Il piccolo diavolo                                    | Cusatelli          |                                                             |
| 1989      | Mystery Train                                         |                    | Compositor                                                  |
| 1990      | Wild at Heart                                         | Sparky             |                                                             |
| 1991      | Fishing with John                                     | Él mismo           | También compositor, director                                |
| 1991      | Keep It for Yourself                                  |                    | Cortometraje; compositor                                    |
| 1992      | John Lurie and the Lounge Lizards Live in Berlin 1991 | Él mismo           | Documental                                                  |
| 1993      | Late Night with Conan O'Brien                         |                    | Compositor de la cabecera                                   |
| 1995      | Get Shorty                                            |                    | Compositor                                                  |
| 1995      | Blue in the Face                                      |                    | Compositor                                                  |
| 1996      | Just Your Luck                                        | Coker              |                                                             |
| 1996      | Manny & Lo                                            |                    | Compositor                                                  |
| 1997      | Excess Baggage                                        |                    | Compositor                                                  |
| 1998      | New Rose Hotel                                        | Hombre distinguido |                                                             |
| 1998      | Lulu on the Bridge                                    |                    | Compositor                                                  |
| 1998      | Clay Pigeons                                          |                    | Compositor                                                  |
| 2000      | Sleepwalk                                             | Frank              |                                                             |
| 2000      | Animal Factory                                        |                    | Compositor                                                  |
| 2001      | SpongeBob SquarePants                                 | Él mismo           | Metraje de archivo de Fishing With John (Episodio: "Hooky") |
| 2001–03   | Oz                                                    | Greg Penders       | 12 episodios                                                |
| 2004      | Tortured by Joy                                       | Narrador           | Cortometraje                                                |
| 2005      | Face Addict                                           |                    | Compositor                                                  |
| 2010–11   | Mobsters                                              | Narrador           |                                                             |
| 2021-2022 | Painting with John                                    | Él mismo           | También director                                            |